# The Kid Stays in the Picture
The Kid Stays in the Picture é um documentário autobiográfico estadunidense lançado em 2002, dirigido e produzido por Nanette Burstein e Brett Morgen. Este foi baseado na obra homônima, a qual conta a história de Robert Evans.

## Elenco
- Robert Evans
- Eddie Albert
- William Castle
- Francis Ford Coppola
- Catherine Deneuve
- Josh Evans
- Errol Flynn
- Ava Gardner
- Ernest Hemingway
- Henry Kissinger
- Jack Nicholson
- Tyrone Power
- Roy Radin
- Irving Thalberg